# Jan van den Hecke
Jan van den Hecke (1620-1684) est un peintre, dessinateur, sculpteur et graveur flamand ayant appartenu à l'époque baroque. Il est majoritairement connu pour ses natures mortes, paysages et scènes de genre. Après s'être entraîné à Anvers, il passa du temps à Rome où il eut d'importants mécènes. Après son retour en Flandre, il travailla pendant un moment à la Ville de Bruxelles, probablement à peindre des fleurs en nature morte pour le gouverneur général des Pays-Bas espagnols, Léopold-Guillaume de Habsbourg, avant de revenir travailler à Anvers.

## Biographie
Jan van den Hecke est né à Quaremont près de Renaix, à environ 10 km d'Audenarde, en Flandre-Orientale. Il a été inscrit à la Guilde de Saint-Luc d'Anvers comme apprenti en 1636. Il était un élève d’Abraham Hack, qui a également enseigné son contemporain, le peintre de fleurs Hieronymus Galle (en). Il devint maître de la Guilde d’Anvers en 1641-1642.
Il a voyagé en Italie où il résidait à Rome, mais les dates exactes de son voyage ne sont pas claires. Certaines dates proposées sont de 1644 à 1659 et de 1653 à 1658,. À Rome, il jouit du patronage de Paolo Giordano II Orsini (en), duc de Bracciano. Il peut aussi avoir voyagé en France au cours des années 1650.
Jan van den Hecke a passé du temps à Bruxelles au milieu des années 1650. Pendant son séjour, il a probablement travaillé pour le gouverneur Léopold-Guillaume de Habsbourg qui résidait à Bruxelles et était un collectionneur d’art passionné. Un certain nombre de natures mortes de van Hecke ont trouvé leur chemin dans la collection du gouverneur et de là dans la collection du musée d'Histoire de l'art à Vienne. Léopold-Guillaume de Habsbourg a dû particulièrement apprécier ses pièces de fleurs, car toutes les peintures de van den Hecke qu’il a collectées étaient des images de fleurs dans des vases, des paniers et des peintures de guirlandes. Van Hecke revint à Anvers vers 1657. En 1660, il épousa Maria Adriana Heyens avec qui il eut trois enfants. Son fils, connu sous le nom de Jan van den Hecke II, est né en 1661 et est devenu un peintre populaire de fleurs ainsi que d’autres types de nature morte.
Ses deux élèves connus sont Peeter Vander Elstraeten (1657-1660) et Peeter de Clerc (1672-1973).
Il est mort à Anvers en 1684.